# مصفح
مصفح (انگلیسی: Mussafah) شهری صنعتی مستقر در جنوب غربی ابوظبی، در امارات متحده عربی است.